# Sorbus groenlandica
Sorbus groenlandica (горобина ґренландська) — вид рослин із роду горобина (Sorbus) родини трояндові (Rosaceae), поширений на північному-сході Північної Америки.

## Таксономічні примітки
Sorbus groenlandica часто вважається расою або S. americana або S. decora. Обидва вони є, проте, диплоїдами, тоді як S. groenlandica є тетраплоїдним видом. Löve and Löve (1965) запропонували, що S. groenlandica може бути алополіплоїдним видом, що походить від S. americana x decora. Для підтвердження потрібна інформація про репродуктивну систему.

## Опис
Це 1–3 м високий кущ або дерево. Листя від 10 до 20 см завдовжки, складні, листові фрагменти зубчасті, верхівки загострені. Квіти білі. Плоди (яблуко) блискучі, червоні, ≈10 мм. 2n=68(4x).

## Поширення
Південно-західна Ґренландія, північно-східна Канада, штат Мен, США.